# Serena-Maneesh
I Serena-Maneesh (talvolta indicati come Serena Maneesh o S-M) sono un gruppo musicale alternative rock norvegese attivo dal 1999.

## Formazione
Il gruppo è composto da due membri stabili, ossia Emil Nikolaisen (voce, chitarra) e Ådne Meisfjord (strumentazione elettronica) e da diversi turnisti che susseguono nell'attività live o in studio.

## Discografia
Album studio
- 2005 - Serena Maneesh
- 2010 - Serena Maneesh 2: Abyss in B Minor

EP
- 2002 - Fixxations
- 2005 - Zurück: Retrospectives 1999-2003